# Bhag
Bhag  (en urdu: بھاگ‎) es una localidad de Pakistán, en la provincia de Baluchistán.

## Demografía
Según estimación 2010 contaba con 12505 habitantes.